# It's Oh So Quiet
«It's Oh So Quiet» es una versión de la canción «Blow a Fuse» de Betty Hutton; publicado como tercer sencillo del álbum Post de la cantante islandesa Björk. "It's Oh So Quiet" en EE. UU. alcanzó el #9 en el Billboard Under Hot Singles y el puesto #4 en la lista de sencillos del Reino Unido donde también fue certificado con el disco de oro. El sencillo estuvo acompañado por un videoclip dirigido por Spike Jonze que ganó numerosos premios.

## Videoclip
El videoclip para "It's Oh So Quiet" fue dirigido por Spike Jonze y fue rodado en el Valle de San Fernando, en California. El vídeo comienza en unos baños extremadamente sucios en una tienda de artículos para coches. Björk comienza a cantar y cuando llega a la parte del estribillo, ella y todos los que están alrededor comienzan a bailar con unas muy elaboradas coreografías. Más tarde, a lo largo de lo que parece ser la calle principal de alguna ciudad, cuando Björk canta el estribillo todos los transeúntes bailan al son de la música, incluso buzones, un grupo de mujeres de avanzada edad y gente disfrazada de columnas romanas. Además Björk hace claqué y acrobacias.

### Galardones del videoclip
En octubre de 2007, el canal canadiense MuchMore situó "It's Oh So Quiet" en el #8 del Top 40 de los Vídeos más Memorables.
Se colocó en el puesto #6 del selección del canal VH1 de los 100 Mejores Videoclips de la Historia, en la que participaron numerosos críticos, productores y realizadores musicales.
Además, el vídeo ganó el premio a la mejor coreografía en los MTV Video Music Awards 1996.

## Lista de canciones
UK CD1

1. «It's Oh So Quiet» - 3:40
2. «You've Been Flirting Again» (Flirt Is A Promise Mix) - 3:23
3. «Hyperballad» (Over the Edge Mix) - 4:33
4. «Sweet Sweet Intuition» - 6:07

UK CD2

1. «It's Oh So Quiet» - 3:40
2. «Hyperballad» (Brodsky Quartet Version) - 4:21
3. «Hyperballad» (Girls Blouse Mix) - 5:07
4. «My Spine» - 2:33

EUR CD1

1. «It's Oh So Quiet» - 3:38
2. «You've Been Flirting Again» (Flirt Is A Promise Mix) - 3:20
3. «Hyperballad» (Over the Edge Mix) - 4:31
4. «Sweet Sweet Intuition» - 6:06

EUR CD2

1. «It's Oh So Quiet» - 3:41
2. «Hyperballad» (Brodsky Quartet Version) - 4:21
3. «Hyperballad» (Girls Blouse Mix) - 5:06
4. «My Spine» - 2:33

EUR CD Promo

1. «It's Oh So Quiet»

EUR VHS + CD Promo

VHS
1. «It's Oh So Quiet» (Video)

CD Promo
1. «It's Oh So Quiet»

AUS CD

1. «It's Oh So Quiet» - 3:42
2. «Hyperballad» (Brodsky Quartet Version) - 4:21
3. «Hyperballad» (Girls Blouse Mix) - 5:06
4. «My Spine» - 2:33

EE. UU. CD Promo

1. «It's Oh So Quiet» - 3:37

EE. UU. CD Promo

1. «It's Oh So Quiet»
2. «You've Been Flirting Again» (en islandés)

JPN CD

1. «It's Oh So Quiet» - 3:40
2. «Hyperballad» (Brodsky Quartet Version) - 4:21
3. «Hyperballad» (Girls Blouse Mix) - 5:06
4. «My Spine» - 2:33